# 小池直人
小池 直人（こいけ なおと、1956年 - ）は、日本の哲学者、名古屋大学准教授。元唯物論研究協会委員長。デンマークを研究し同国の哲学者グルントヴィを翻訳している。

## 人物・経歴
群馬県生まれ。1984年名古屋大学大学院文学研究科哲学専攻単位取得退学。1991年名古屋大学教養部専任講師。1995年同情報文化学部助教授。2003年同情報科学研究科助教授。2007年准教授。2002～2003年コペンハーゲン大学政治学研究所客員研究員。2014年唯物論研究協会委員長。

## 著書
- 『デンマークを探る＜改訂版＞』風媒社 2005
- 『デンマーク共同社会(サムフンズ)の歴史と思想　新たな福祉国家の生成』大月書店 2017

### 共編著
- 『時代批判としての若者』池谷寿夫共編著 同時代社 1994
- 『生き方のかたち 現代社会と若者』池谷壽夫,高木傭太郎共編 かもがわ出版 2000
- 『平等主義が福祉をすくう 脱〈自己責任=格差社会〉の理論』竹内章郎,中西新太郎,後藤道夫,吉崎祥司共著 青木書店 2005
- 『福祉国家デンマークのまちづくり 共同市民の生活空間』西英子共著 かもがわ出版 2007

### 翻訳
- ハル・コック『生活形式の民主主義 デンマーク社会の哲学』花伝社 2004
- ハル・コック『グルントヴィ デンマーク・ナショナリズムとその止揚』風媒社 2007
- 『グルントヴィ哲学・教育・学芸論集 1　世界における人間』風媒社 2010
- 『グルントヴィ哲学・教育・学芸論集 2　生の啓蒙』風媒社 2011
- 『グルントヴィ哲学・教育・学芸論集 3 (ホイスコーレ 上)』風媒社 2014
- 『グルントヴィ哲学・教育・学芸論集 3 (ホイスコーレ 下)』風媒社 2015
- ポール・ダム『グルントヴィ小伝――時代と思想』一粒書房2020
- Ｈ・Ｌ・マーテンセン『ユートピアから法制への社会改革――倫理的社会主義の探求』一粒書房2020

## 論文
- Cinii

## 注
1. ↑  『福祉国家デンマークのまちづくり』著者紹介
2. ↑  唯物論研究協会